# Alejandro Quintana
Alejandro Gabriel Quintana (sinh ngày 20 tháng 2 năm 1992), thường gọi Alejandro Quintana, là một cầu thủ bóng đá người Argentina thi đấu ở vị trí tiền đạo for Đội bóng Maroc Wydad Casablanca.

## Sự nghiệp
Quintana sinh ra ở Buenos Aires, Argentina.
Vào tháng 1 năm 2018, Quintana gia nhập đương kim vô địch CAF Champions League Wydad Casablanca.